# Crk (белок)
Crk - белок, содержащий несколько SH2- и SH3-доменов, член семейства белков, связывающих тирозин-фосфорилированные белки. Crk участвует в нескольких сигнальных путях, рекрутируя цитоплазматические белки близ тирозинкиназ. Описаны два альтернативных транскрипта, кодирующих разные изоформы белка с отличиями в биологической активности. 
Совместно с CrkL участвует в сигнальном каскаде рилина.

## История
Изначально Crk был идентифицирован как трансформирующий компонент вируса саркомы птиц CT10. В 1992 году были обнаружены гомологи вирусного v-Crk у курицы и у человека.